# آمادئو کاریزو
آمادئو کاریزو (انگلیسی: Amadeo Carrizo; ۱۲ ژوئن ۱۹۲۶ – ۲۰ مارس ۲۰۲۰) بازیکن فوتبال اهل آرژانتین بود.
از باشگاه‌هایی که در آن بازی کرده‌است می‌توان به باشگاه فوتبال الیانزا لیما و باشگاه فوتبال ریور پلاته اشاره کرد.
وی همچنین در تیم ملی فوتبال آرژانتین بازی کرده‌است.